# Полін Олексій Валерійович
Олексій Валерійович Полін (1991—2023) — молодший сержант збройних сил України, учасник російсько-української війни.

## Життєпис
Народився 5 березня 1991 року у місті Сарни Рівненської області. Після закінчення школи вступив до Сарненського педагогічного коледжу РДГУ на спеціальність «Фізичне виховання». У 2010—2014 роках, навчався у Харківському національному університеті внутрішніх справ за спеціальністю «Соціологія».
У 2014—2021 роках працював у Сарненському районному відділі поліції, був начальником сектора логістики.
У 2015 році брав участь в АТО/ООС.
З початком повномасштабного вторгнення став до лав ТрО. Проходив службу у 60-у батальйоні 104 бригади територіальної оборони. Був командиром стрілецького відділення.
Загинув 3 червня 2023 року, поблизу населеного пункту Дачне Донецької області.
Похований на Алеї Героїв у м. Сарни.

## Нагороди
- Орден Богдана Хмельницького III ступеня[1].